# Yeh Sumbul
Yeh Sumbul is een bestuurslaag in het regentschap Jembrana van de provincie Bali, Indonesië. Yeh Sumbul telt 6357 inwoners (volkstelling 2010).